# ECAC Hockey

Carte des États membres.

L'ECAC Hockey est un groupement de douze universités gérant les compétitions de hockey sur glace masculin et féminin dans l'Est des États-Unis. Elle est une des six conférences s'alignant dans la division 1 de la NCAA. 
Créée en 1962, la conférence fut affiliée à l'Eastern College Athletic Conference qui regroupe plus de 300 collèges et universités de l'Est américain. Cette association se termina en 2004 et la conférence changea alors de nom pour ECAC Hockey League. En 2007, elle délaisse de son nom le mot League.

## Membres actuels
| - Bears de Brown - Golden Knights de Clarkson - Raiders de Colgate - Big Red de Cornell - Big Green de Dartmouth - Crimson d'Harvard |  | - Tigers de Princeton - Bobcats de Quinnipiac - Engineers de Rensselaer - Saints de St. Lawrence et Skating Saints de St. Lawrence - Garnet Chargers d'Union - Bulldogs de Yale |

## Palmarès masculin
| - 1962 : St. Lawrence 5-2 Clarkson - 1963 : Harvard 4-3 (ot) Boston College - 1964 : Providence 3-1 St. Lawrence - 1965 : Boston College 6-2 Brown - 1966 : Clarkson 6-2 Cornell - 1967 : Cornell 4-3 Boston University - 1968 : Cornell 6-3 Boston College - 1969 : Cornell 4-2 Harvard - 1970 : Cornell 3-2 Clarkson - 1971 : Harvard 7-4 Clarkson - 1972 : Boston University 4-1 Cornell - 1973 : Cornell 3-2 Boston College - 1974 : Boston University 4-2 Harvard - 1975 : Boston University 7-3 Harvard - 1976 : Boston University 9-2 Brown - 1977 : Boston University 8-6 New Hampshire - 1978 : Boston College 4-2 Providence - 1979 : New Hampshire 3-2 Dartmouth - 1980 : Cornell 5-1 Dartmouth - 1981 : Providence 8-4 Cornell - 1982 : Northeastern 5-2 Harvard - 1983 : Harvard 4-1 Providence - 1984 : Rensselaer 5-2 Boston University - 1985 : Rensselaer 3-1 Harvard - 1986 : Cornell 3-2 (ot) Clarkson - 1987 : Harvard 6-3 St. Lawrence - 1988 : St. Lawrence 3-0 Clarkson |  | - 1989 : St. Lawrence 4-1 Vermont - 1990 : Colgate 5-4 Rensselaer - 1991 : Clarkson 5-4 St. Lawrence - 1992 : St. Lawrence 4-2 Cornell - 1993 : Clarkson 3-1 Brown - 1994 : Harvard 3-0 Rensselaer - 1995 : Rensselaer 5-1 Princeton - 1996 : Cornell 2-1 Harvard - 1997 : Cornell 2-1 Clarkson - 1998 : Princeton 5-4 (ot) Clarkson - 1999 : Clarkson 3-2 St. Lawrence - 2000 : St. Lawrence 2-0 Rensselaer - 2001 : St. Lawrence 3-1 Cornell - 2002 : Harvard 4-3 (2ot) Cornell - 2003 : Cornell 3-2 (ot) Harvard - 2004 : Harvard 4-2 Clarkson - 2005 : Cornell 3-1 Harvard - 2006 : Harvard 6-2 Cornell - 2007 : Clarkson 4-2 Quinnipiac - 2008 : Princeton 4-1 Harvard - 2009 : Yale 5-0 Cornell - 2010 : Cornell 3-0 Union - 2011 : Yale 6-0 Cornell - 2012 : Union 3-1 Harvard - 2013 : Union 3-1 Brown - 2014 : Union 5-2 Colgate - 2015 : Harvard 4-2 Colgate |

| Université        | Victoires (en 2015) |
| ----------------- | ------------------- |
| Cornell           | 12                  |
| Harvard           | 8                   |
| St. Lawrence      | 6                   |
| Boston University | 5                   |
| Clarkson          | 5                   |
| Rensselaer        | 3                   |
| Union             | 3                   |
| Boston College    | 2                   |
| Princeton         | 2                   |
| Providence        | 2                   |
| Yale              | 2                   |
| Colgate           | 1                   |
| New Hampshire     | 1                   |
| Northeastern      | 1                   |

## Palmarès féminin
| - 1985 : Providence 4-2 New Hampshire - 1986 : New Hampshire 6-2 Northeastern - 1987 : New Hampshire 3-2 Northeastern - 1988 : Northeastern 5-3 Providence 3 - 1989 : Northeastern 4-2 Providence 2 - 1990 : New Hampshire 5-2 Providence 2 - 1991 : New Hampshire 6-1 Northeastern 1 - 1992 : Providence 2-1 New Hampshire 1 - 1993 : Providence 2-1 New Hampshire 1 - 1994 : Providence 5-2 Northeastern 2 - 1995 : Providence 2-1 New Hampshire 1 (ot) - 1996 : New Hampshire 3-2 Providence 2 (5ot) - 1997 : Northeastern 3-2 New Hampshire 2 - 1998 : Brown 4-3 New Hampshire 3 - 1999 : Harvard 5-4 New Hampshire 4 (ot) - 2000 : Brown 6-2 Dartmouth 2 |  | - 2001 : Dartmouth 3-1 Harvard 1 - 2002 : Brown 4-3 Dartmouth 3 (ot) - 2003 : Dartmouth 7-2 Harvard 2 - 2004 : Harvard 6-1 St. Lawrence 1 - 2005 : Harvard 4-1 Dartmouth 1 - 2006 : Harvard 4-3 Brown 3 - 2007 : Dartmouth 7-3 St. Lawrence 3 - 2008 : Harvard 3-2 St. Lawrence 2 (ot) - 2009 : Dartmouth 6-1 Rensselaer 1 - 2010 : Cornell 4-3 Clarkson 3 (ot) - 2011 : Cornell 3-0 Dartmouth 0 - 2012 : St. Lawrence 3-1 Cornell 1 - 2013 : Cornell 2-1 Harvard 1 - 2014 : Cornell 1-0 Clarkson 0 - 2015 : Harvard 7-3 Cornell |

Ancien logo

| Université    | Victoires (en 2015) |
| ------------- | ------------------- |
| Harvard       | 6                   |
| New Hampshire | 5                   |
| Providence    | 5                   |
| Cornell       | 4                   |
| Dartmouth     | 4                   |
| Brown         | 3                   |
| Northeastern  | 3                   |
| St. Lawrence  | 1                   |

## Patinoires
| Université   | Patinoire                 | Capacité |
| ------------ | ------------------------- | -------- |
| Brown        | Meehan Auditorium         | 3 100    |
| Clarkson     | Cheel Arena               | 3 000    |
| Colgate      | Starr Rink                | 2 600    |
| Cornell      | Lynah Rink                | 3 836    |
| Dartmouth    | Thompson Arena            | 4 500    |
| Harvard      | Bright Hockey Center      | 2 850    |
| Princeton    | Hobey Baker Memorial Rink | 2 092    |
| Quinnipiac   | Northford Ice Pavilion    | 2 000    |
| Rensselaer   | Houston Field House       | 5 217    |
| St. Lawrence | Appleton Arena            | 3 000    |
| Union        | Achilles Center           | 2 225    |
| Yale         | Ingalls Rink              | 3 486    |